# Klara Lange

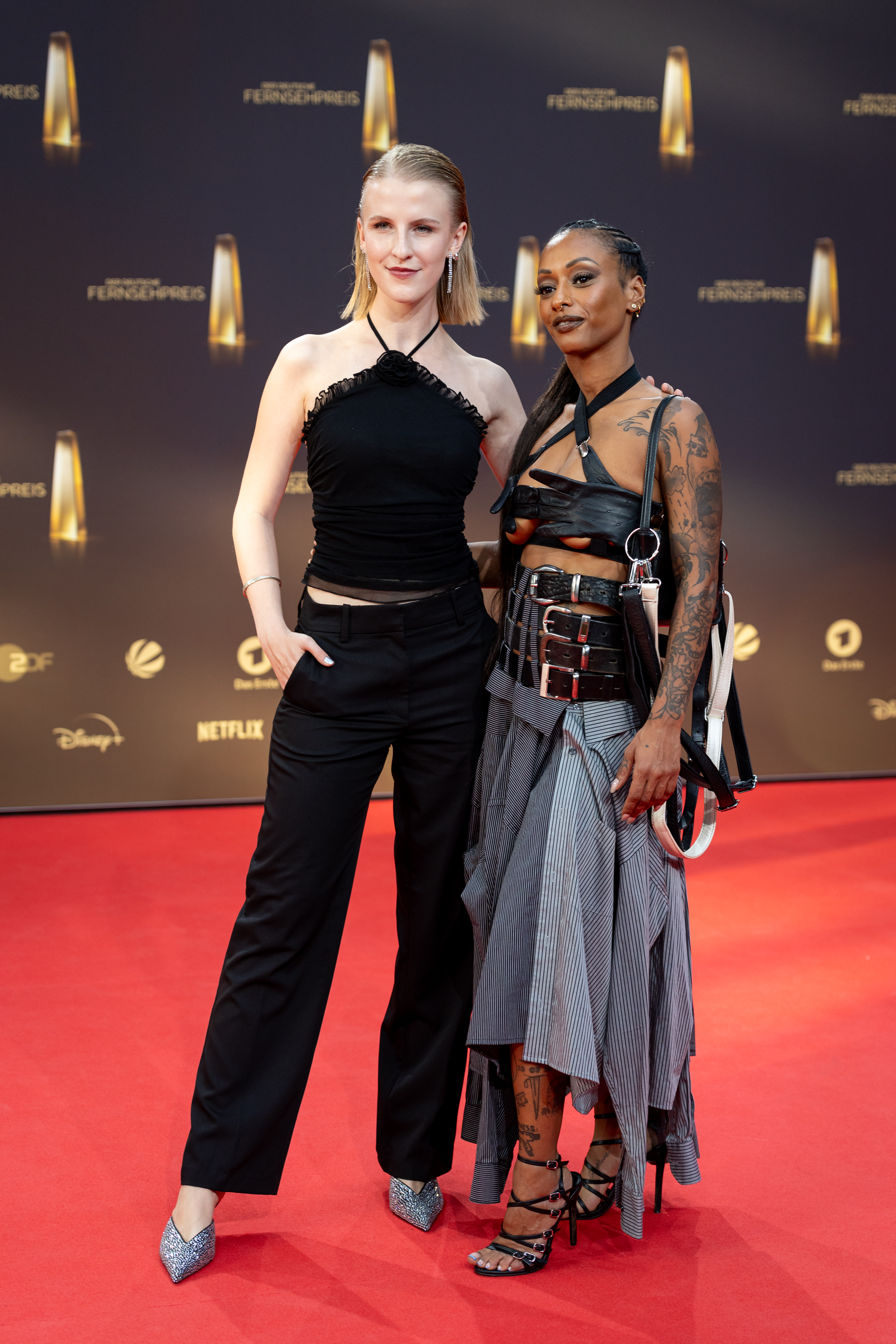
Klara Lange (links) mit Nura Habib Omer (2023)

Klara Lange (* 1998 in Stade) ist eine deutsche Schauspielerin.

## Leben
Klara Lange wuchs in Harsefeld auf. Ihre Mutter leitet eine Tanzschule. Sie begann schon früh, sich für das Schauspiel zu interessieren. Mit fünf Jahren lernte sie im Studio ihrer Mutter tanzen. Außerdem nahm sie Gesangsstunden sowie Schauspielunterricht. Nach dem Abitur am Aue-Geest-Gymnasium Harsefeld absolvierte sie von 2016 bis 2019 die Schule für Schauspiel in Hamburg.
2021 hatte sie nach kleineren Rollen im Fernsehen und Theater ihre erste Hauptrolle in der Mockumentary-Serie Die Discounter als stellvertretende Filialleiterin Pina.
Lange ist Mitglied und Sängerin der Band Kata Kaze.

## Filmografie
- 2020: Ihr einfaches Leben (Kurzfilm)
- 2020: 23 (Kurzfilm)
- 2021: Großstadtrevier (eine Episode)
- seit 2021: Die Discounter
- 2022: Crème de la Crème (Webserie)
- 2023: Jerks
- 2024: Alle nicht ganz dicht (Fernsehfilm)
- 2024: Blutige Anfänger: Die Staatsschützerin (Fernsehserie)
- 2024: Tatort: Made in China
- 2025: Tatort: Borowski und das Haupt der Medusa

## Theaterengagements
- 2017: Die Orestie (Thalia Nachtasyl)
- 2017: Mutter Courage und der Krieg (Thalia Nachtasyl)
- 2017: Die Glasmenagerie (Studiobühne SfSH)
- 2018: Der Mensch 4 Irgendwas (Thalia Gauß)
- 2018: König Ubu (Studiobühne SfSH)
- 2018–2020: Das kleine Gespenst (2018: Harburger Theater, 2019–2020: Altonaer Theater)